# Mobilia
Cet article concerne l'entreprise marocaine de mobilier. Pour l'entreprise allemande d'ameublement, voir Mann Mobilia.
Mobilia est une entreprise marocaine spécialisée dans la vente de mobilier et objets de décoration en kit. Créée en 1998, l'entreprise compte aujourd'hui plus de 24 magasins couvrant douze villes marocaines.
Basée à Casablanca, Mobilia est une entreprise familiale fondée par Mohamed Soulaimani Idrissi en 1996.
Mobilia compte 11 points de vente. La marque propose une gamme diversifiée de meubles en kit (bureau, salon, chambre d'enfant...).
En 2003, l'entreprise renforce son réseau de distribution local avec 14 points de vente dans neuf villes marocaines et réalise une augmentation de 35 % de son chiffre d'affaires. 
En 2013, Mobilia réalise un chiffre d'affaires de 240 millions de dirhams et ouvre trois boutiques en Algérie. 
En 2014, Mobilia lance un nouveau service intitulé « Mobi Recup ». Ce service permet au client d'échanger les vieux meubles (achetés auprès de la marque) contre des bons d'achat valables dans tous les points de vente Mobilia. Les meubles repris sont par la suite réparés dans les ateliers Mobilia. Une partie de ces meubles est offerte aux associations et l'autre partie est revendue dans les magasins de déstockage. 